# ハコフグ科
ハコフグ科（学名：Ostraciidae）は、フグ目の科の1つ。全種が海水魚で、6属に約23種が分類されている。

## 分類と名称
1810年にフランスの博物学者であるコンスタンティン・サミュエル・ラフィネスクによって設立された。以前はハコフグ科の範囲はより広く、イトマキフグ科が亜科として含まれていた。最近の系統学的研究では、本科とイトマキフグ科は同じ系統群であるハコフグ亜目の一部であると結論付けられている。フグ亜目のハコフグ上科とする場合もあるが、『Fishes of the World』第5版ではハコフグ亜目に分類されている。
学名は基準属であるハコフグ属の学名に由来する。「小さな箱」を意味し、基準種であるミナミハコフグの体の形を示している。

## 下位分類
6属25種が属する。
- Acanthostracion Bleeker, 1865 ツノハコフグ属 - 4種
- Lactophrys Swainson, 1839 - 3種
- Lactoria Jordan & Fowler, 1902 コンゴウフグ属 - 3種
- Tetrosomus Swainson, 1839 ラクダハコフグ属 - 4種
- Ostracion Linnaeus, 1758 ハコフグ属 - 10種
- Paracanthostracion Whitley, 1933 - 1種

### 化石分類群
- Eolactoria Tyler, 1975
  - Eolactoria sorbinii Tyler 1976 (イタリア、ルテシアン)
- Oligolactoria Tyler & Gregorova, 1991
  - Oligolactoria bubiki Tyler & Gregorova, 1991 (モラヴィア、ルペリアン)

## 分布
大西洋、インド洋、太平洋に分布し、一般的には中緯度海域で見られる。Lactophrys trigonus はカナダからも記録されている。

## 特徴
体色は様々で、皮膚は発達した六角形の板状体で覆われる。六角形の板が組み合わさって全身を装甲する硬い甲羅を構成し、全体は三角形、四角形、五角形の箱型となる。各鰭、尾、目、口が突き出ており、ひれをはばたかせるようにしてゆっくりと動くことしか出来ないが、成魚の天敵は少ない。皮膚から毒を分泌し、防御に利用している。成魚は四角い形をしているが、幼魚はより丸みを帯びている。幼魚は成魚よりも体色が明るい。ツノハコフグは体長50センチメートルに達するが、高緯度地域ではより小さい。歯はフグ科やハリセンボン科、マンボウ科、ウチワフグ科のように全部が融合してペンチ状の歯板を形成することはない。むしろ同じフグ目のカワハギ科などと同様、くちばし状の吻の先端に鑿状の歯が集まった形状になっている。
産卵形態は多様であり、水面付近で産卵する種もあれば、海底付近で産卵する種もいる。ハーレムを作ってペアで産卵する。

## 毒性
防御のために陽イオン界面活性剤を皮膚から分泌することができる。その一例がパフトキシンである。これは水溶性のある結晶性化学毒素で、クロハコフグなどがストレスを受けた際に皮膚から分泌する粘液に含まれる。パフトキシンは3-アセトキシパルミチン酸の塩化コリンエステルであり、棘皮動物に見られるステロイドサポニンに似た働きをする。この有毒な粘液が放出されると、すぐに環境に溶解し、周囲の魚に溶血などの悪影響を及ぼす。この毒素は特定の洗剤に非常によく似ているため、海洋生物の受容体に干渉する可能性がある。水槽内での不用意な刺激によって毒が海水中に放出され、他の魚が死滅することがあり、その毒で自分も死ぬことがある。
一般的にフグ毒として知られるテトロドトキシンは持たない。だが、パリトキシンに類似した毒性物質を体内に蓄積していることがある。これはアオブダイやソウシハギなどと同様に、食物連鎖を通じて蓄積されると推測される。この物質はパフトキシンと違い食用部分に存在しており、重篤な中毒を起こす事がある。厚生労働省から2002年（平成14年） - 2007年（平成19年）に、このパリトキシン様毒を持つ個体による5件9名、死亡1名の食中毒例が報告されている。

## 人との関わり
焼くと骨板は容易にはがすことができるため、一部の地方では昔から美味として好んで食用にされてきた。例えば長崎県の五島列島ではカトッポ（「かどっぽ」とも。五島の方言で魚を「ぼっぽ」と言う）と呼ばれ、焼いて腹部の甲羅をはがしてから味噌や薬味を入れ、甲羅の中で身と和える調理法が知られる。元は漁師料理で、現在では観光客らにも提供されている。同地では「米を5合食べられるほどおいしい」という意味で「ゴンゴブ」と称される。毒を含むことがあるぬめり（後述）を落とすため、皮をタワシなどで洗ってから調理される。
食品衛生法に基づく厚生労働省通知（処理等により人の健康を損なうおそれがないと認められるフグ21種類及び部位）ではハコフグ（ハコフグ科）について肝臓及び卵巣、皮を食べられない部位としている。
色も美しく、体型や泳ぎの様子の愛らしさから観賞魚として飼育されることもある。